# فیورلا فالتویانو
فیورلا فالتویانو (اسپانیایی: Fiorella Faltoyano‎؛ زادهٔ ۱۹ اکتبر ۱۹۴۹) بازیگر اهل اسپانیا است.
از فیلم‌ها یا مجموعه‌های تلویزیونی که وی در آن‌ها نقش داشته‌است، می‌توان به کندو و کارلوس، پادشاه امپراتور اشاره نمود.

## زندگی شخصی
فیورلا فالتویانو اصالتی گالیسیایی و کاستیایی دارد. او فرزند بیولوژیکی یک زوج ازدواج‌نکرده بود — رامون پاردو آریاس (۱۹۰۹–۱۹۹۸)، اهل و بعدها شهردار فرریرا د پانتون در لوگو و ماریا د لا آسونسیون خیل پارادلا (۱۹۲۱–۲۰۰۷)، اهل مادرید. او با نام ماریا بلانکا خیل پارادلا به دنیا آمد، اما بعدها نام خانوادگی ناپدری ایتالیایی‌اش (رنزی) را گرفت. تابستان‌ها را به‌همراه خانواده‌اش در نزدیکی فرریرا د پانتون می‌گذراند. او دو برادر ناتنی به نام‌های مائوریسیو و کنستانتینو دارد، که حاصل ازدواج مادرش با تاجر اسپانیایی کنستانتینو فالتویانو هستند.